# Палаццо Мадама

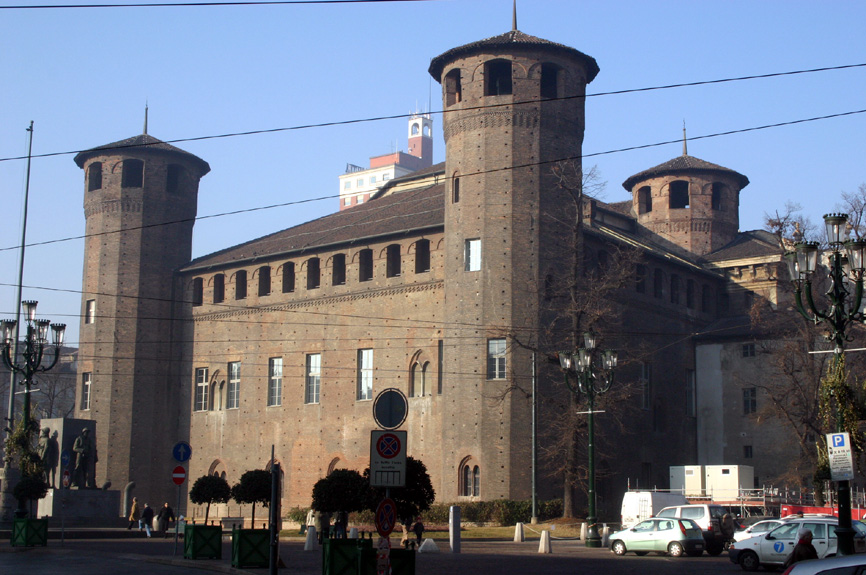
Зворотня сторона Палаццо

Палаццо Мадама  та Замок Акайа (італ. Palazzo Madama e Casaforte degli Acaja) в Турині —архітектурний та історичний комплекс розташований на центральній площі Турину П'яцца Кастелло.Був представницьким палацом та резиденцією герцогів Савойських. Є об'єктом Світової спадщини ЮНЕСКО як один з «Палаців Савойського дому» Зараз в ньому розміщено Міський музей стародавнього мистецтва.

## Історія
Палац розташований на території давньоримського міста Augusta Taurinorum, чиї міські ворота Porta Decumana (45р. до н. е.) є частиною сьогоднішнього палацу. Герцог Філіп Савойський інтегрував обидві башти воріт у замок при його будівництві. Протягом 15-го сторіччя при його наступнику Людовіко будівля замку-фортеці була збільшена та були побудовані ще дві башти. Пізніше замок був перебудований у палац — герцогську резиденцію. В 17-му сторіччі Марія Крістіна Французька, регентка Карло Емануеле II яку називали Madama Reale, обрала палац для своєї основної резиденції. З того часу він і називається Палаццо Мадама.
Між 1718 та 1721 роками палац було суттєво перебудовано — він отримав новий фасад, атріум та парадні сходи.
Наприкінці 18-го — в першій половині 19-го сторіччя палац використовувався як тимчасове місце розташування французького уряду під час Наполеонівських воєн, а пізніше — королівської художньої галереї (італ. Pinacoteca Regia). В 1848–1865 рр. в палаці розміщувався Королівський сенат (італ. Senato del Regno) Королівства Сардинія-П'ємонт, а з 1861 року — об'єднаного Королівства Італія, а пізніше — Вищий суд. З 1934 року в будівлі розміщується музей.

## Архітектура
Між 1718 та 1721 рр. палац отримав нове барочне крило, створене туринським придворним архітектором Філіппо Ювара, на замовлення дружини герцога Карло Емануеле II, Марії Джованни. Як це типово для барокових палаців, зовнішня архітектура та внутрішнє оснащення палацу мають багато декоративних прикрас, рельєфів, скульптур та широке використання монограми герцогині MJB, яка прославляє замовницю будівництва.
Фасад був побудований з вапняку кольору слонової кістки з долини Сузи, який завдяки своєму світлому та напівпрозорому вигляду підкреслює прозорість архітектури. З фасаду двоповерхова будівля поділена на шість частин. Чотири рельєфи з трофеями обрамляють три аркади, кожна з яких прикрашена могутньою головою лева як наріжним каменем арки. Рельєфи виконані Джованні Баратта. Будинок вінчає балюстрада з вазами та чотирма алегорічними фігурами над центральним ризалітом, які втілюють владу багатство, родючість та правосуддя.
Між 1883 та 1885 три середньовічні сторони палацу ґрунтовно реставровані в стилі історизму під керівництвом Альфредо д'Андраде, для чого ним було виготовлено 30 000 штук спеціальної цегли, і сьогоднішній вигляд палацу визначається його уявленнями палац та заходами з реставрації.

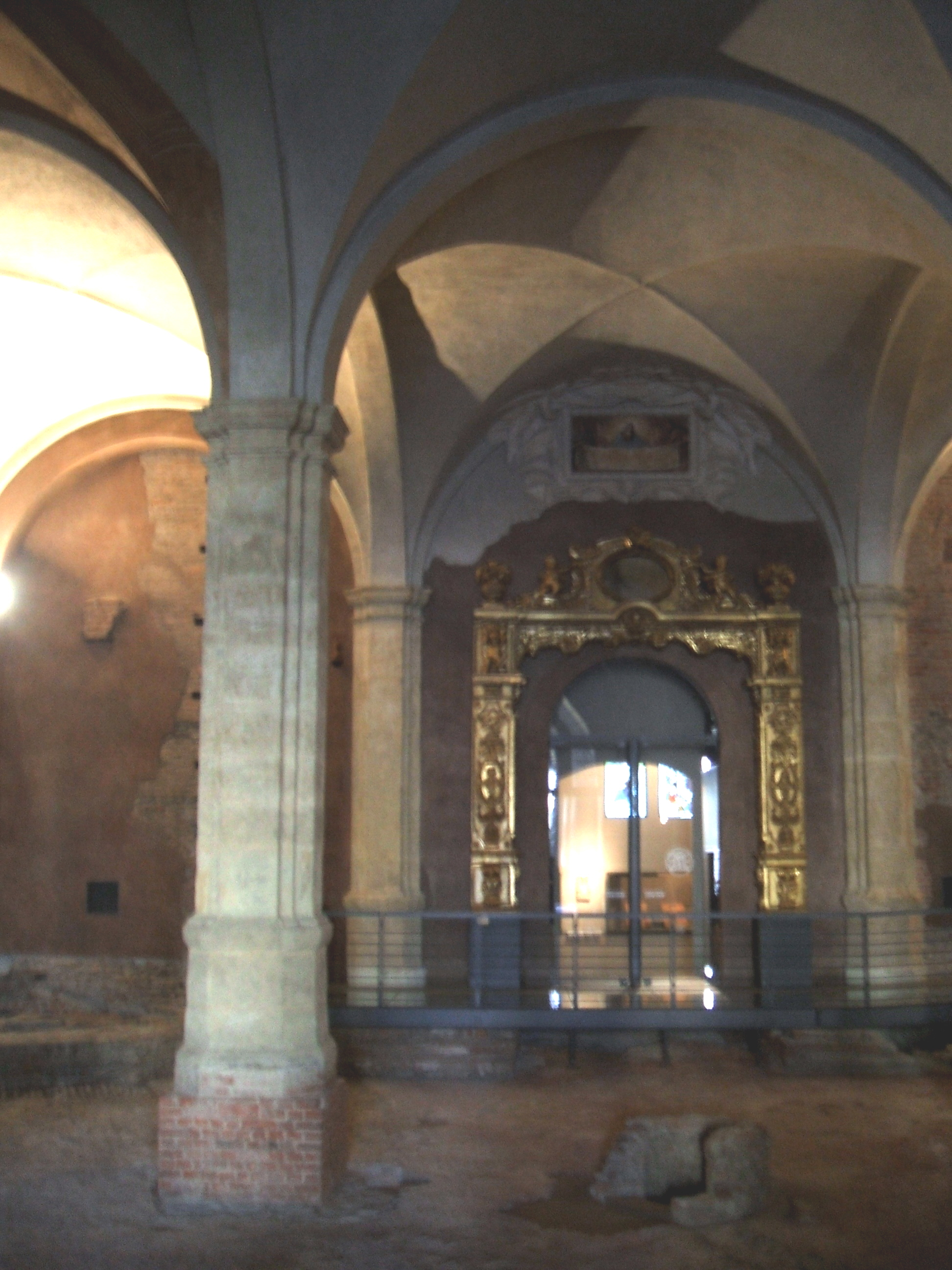
Кам'яні колони на цегляній підложці виступають з розкопаного римського культурного шару
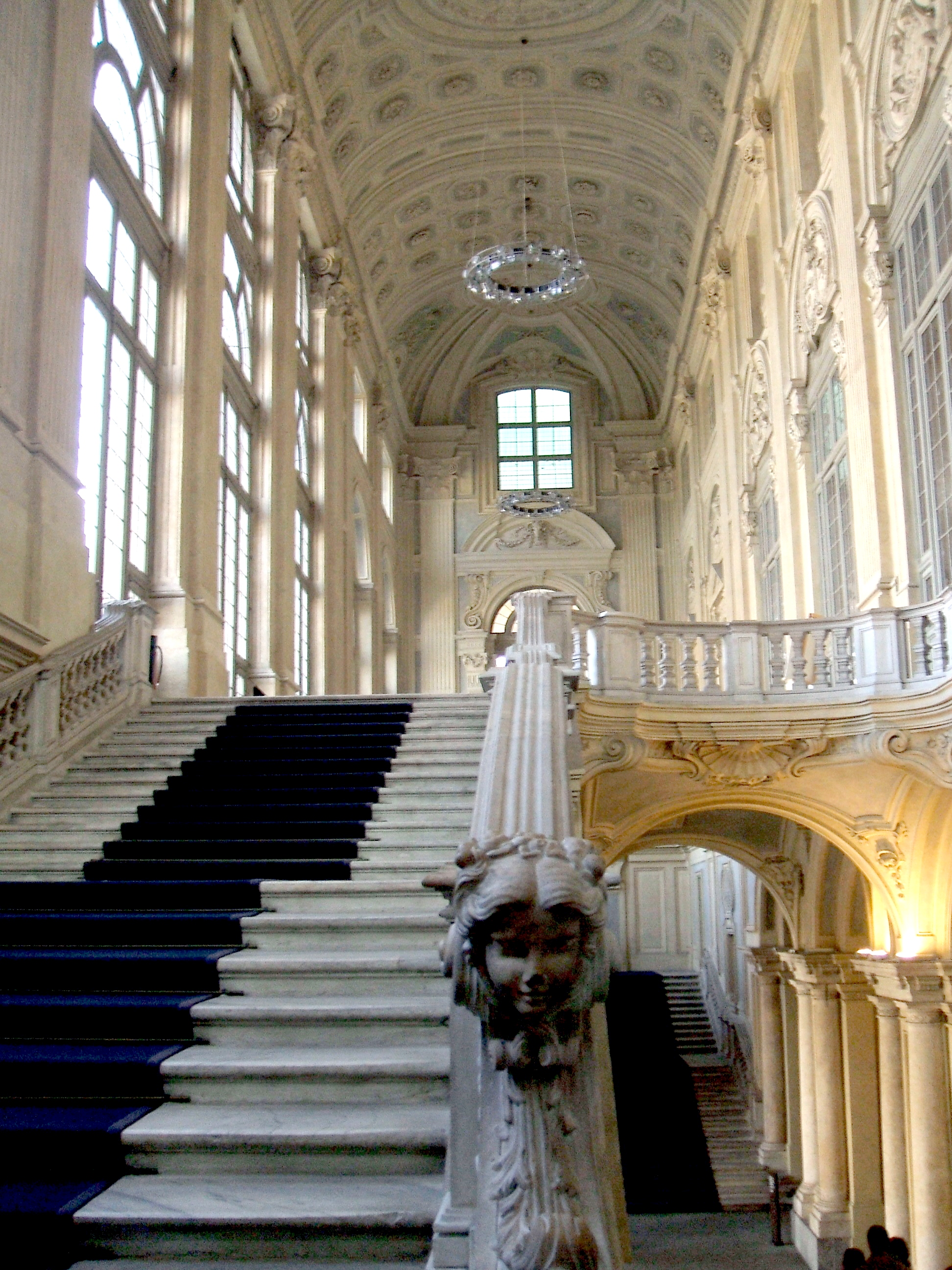
Парадні сходи

## Музей
З 1934 року в палаці розташований міський музей стародавнього мистецтва (італ. Museo Civico d' Arte Antica), колекція якого включає середньовічні картини та скульптури, а також експозиції декоративно-ужиткового мистецтва — скла, порцеляни, кераміки церковних прикрас з різних епох (переважно 14-18 ст.). Туринський музей дійсно стародавнього мистецтва (античного і т. д.) називається італ. Museo dell'Antichita і розташований в іншому місці.